# Marie Hanitra Roilya Ranaivosoa
Marie Hanitra Roilya Ranaivosoa (Curepipe, 19 novembre 1990) è una sollevatrice, ex taekwondoka ed ex lottatrice mauriziana.

## Carriera

### Taekwondo e lotta
Nata a Mauritius da padre malgascio e madre mauriziana comincio a praticare il taekwondo all'età di sei anni. A sedici anni ha preso parte ai suoi primi campionati africani, mentre nel 2007 vinse l'argento ai giochi delle isole dell'Oceano Indiano.
Passò poi a praticare la lotta libera, vincendo diversi titoli nazionali, ma senza riuscire a disputare gare internazionali.
Si allenava nella medesima struttura della squadra nazionale di sollevamento pesi, il cui allenatore le proposte di passare alla nuova disciplina.

### Sollevamento pesi

#### Olimpiadi
Ha rappresentato le isole Mauritius ai Giochi olimpici estivi di Rio de Janeiro 2016 nella categoria fino a 48 chilogrammi, chiudendo la gara in nona posizione.
Ha partecipato ad una seconda spedizione olimpica a Tokyo 2020: fu undicesima nella categoria fino a 49 kg. Nell'occasione è stata portabandiera del suo paese alla cerimonia di apertura, assieme a Richarno Colin.

#### Campionati mondiali
La Ranaivosoa ha partecipato a numerose edizioni dei campionati mondiali di sollevamento pesi. Ad Almaty 2014 gareggiò nella categoria 58 kg, chiudendo al 26º posto complessivo (29a nello slancio e 24a nello strappo). Un anno dopo a Houston gareggiò nella categoria 48 kg, fu tredicesima complessiva (quattordicesima sia nello slancio che nello strappo). Ad Anaheim 2017 gareggiò nella categoria 53 kg, chiudendo al dodicesimo posto complessivo (14a nello slancio e 17a nello strappo). Ad Ashgabat 2018 passò alla categoria 49 kg, giungendo in 15ª posizione (19a nello slancio e 15a nello strappo). In occasione di Pattaya 2019 rimase nella categoria 49 kg, chiudendo al 20º posto complessivo (26a nello slancio e 14a nello strappo).

#### Giochi del Commonwealth
In carriera ha vinto due argenti ai giochi del Commonwealth: 2018 e 2022.
In precedenza aveva partecipato anche all'edizione di Glasgow 2014, dove tuttavia non fece registrare punteggio nello slancio.

#### Giochi panafricani
Ha vinto anche cinque medaglie d'oro e una d'argento ai giochi panafricani: oro nello strappo e nel totale, nonché argento nello slancio a Brazzaville 2015 (nella categoria 53 kg, dove originariamente si era classificata seconda in tutte e tre le specialità; la successiva squalifica della nigeriana Elizabeth Onuah le consegnò due ori) e tre ori a Rabat 2019.

#### Campionati africani
Numerose sono le medaglie vinte da Roilya Ranaivosoa ai campionati africani di sollevamento pesi: due bronzi (slancio e totale) nel 2013 (categoria 68 kg), tre ori nel 2016 (48 kg), 2017 (48 kg) e 2018 (53 kg) e tre argenti nel 2019 (49 kg).

#### Giochi delle isole dell'Oceano Indiano
Ha vinto tre medaglie d'oro ai giochi delle isole dell'Oceano Indiano del 2015, bissando il risultato quattro anni dopo.

### Elezione nella commissione atleti IWF e sospensione per doping
Nel dicembre 2022 è stata eletta nella commissione atleti della International Weightlifting Federation. Pochi mesi dopo si dimise dall'incarico dopo essere stata sospesa perché sospettata di aver scambiato e manomesso un campione in occasione di un controllo antidoping nel 2016.

## Palmarès
- Giochi del Commonwealth

 Gold Coast 2018 - 48kg.
 Birmingham 2022 - 49kg.
- Giochi panafricani

Brazzaville 2015:  - Strappo;  - Slancio;  - Totale - 53kg.
Rabat 2019:  - Strappo;  - Slancio;  - Totale - 49kg.
- Campionati africani di sollevamento pesi

Casablanca 2013:   - Slancio;  - Totale - 69kg.
Yaoundé 2016:  - Strappo;  - Slancio;  - Totale - 48kg.
Vacoas 2017:  - Strappo;  - Slancio;  - Totale - 48kg.
Mahébourg 2018:  - Strappo;  - Slancio;  - Totale - 53kg.
Il Cairo 2019:  - Strappo;  - Slancio;  - Totale - 53kg.